# Bad Boys Never Die
Bad Boys Never Die ist ein TV-Film von 1994 aus der amerikanischen Serie Rebel Highway. Regie führte Robert Rodriguez. Bad Boys Never Die ist sein zweiter Spielfilm nach dem Erfolg von 1992, El Mariachi. Der Film wurde zuerst auf dem amerikanischen TV-Sender Showtime Network ausgestrahlt.

## Handlung
Robert Rodriguez erzählt dabei von einem Rebell namens Dude Delaney, welcher davon träumt, seine endzeitige, kleine Stadt zu verlassen und ein Rockabilly-Star zu werden. Allerdings gerät er dabei mit dem Sheriff der Stadt und dessen Sohn in Schwierigkeiten. Salma Hayek spielt Dudes Freundin Donna.

## Musik
Die Filmmusik wurde von Paul Bill und Johnny Reno komponiert. Obwohl das Album für den Soundtrack im Abspann, angeblich käuflich bei A&M Records, aufgelistet ist, wurde das Album nie veröffentlicht.

## Kritik
„[…] Jede Menge Klischees werden einem hier mit voller Absicht um die Ohren gehauen. Klares Highlight ist hier die Musik, permanent wird ein alter Rock-Song an den anderen gereiht. Das geringe Budget sieht man dem Film natürlich an und auch die Story ist nicht der Hit, aber er hat einen unübersehbaren kultigen Charme und ist ziemlich kurzweilig. […]“